# Taberno
Taberno – gmina w Hiszpanii, w prowincji Almería, w Andaluzji, o powierzchni 44,09 km². W 2011 roku gmina liczyła 1174 mieszkańców.